# Podniebna poczta Kiki
Podniebna poczta Kiki (jap. 魔女の宅急便 Majo no takkyūbin) – piąty film anime pochodzący ze Studia Ghibli, a zarazem czwarty, który trafił na ekrany kinowe. Jego premiera miała miejsce w 1989 roku. Producentem, scenarzystą i reżyserem był Hayao Miyazaki. Scenariusz stanowi adaptację powieści Eiko Kadono pod tym samym tytułem, opublikowanej w 1985 roku przez wydawnictwo Fukuin Shoten – jest to drugi film Miyazakiego, nieoparty na jego oryginalnym pomyśle. Adaptacja wykorzystuje tylko niektóre wątki pierwowzoru, kończąc się w lecie, podczas gdy książka obejmuje wydarzenia całego roku kalendarzowego. Film ukazuje niepokoje towarzyszące potrzebie niezależności i samodzielności, podejmując temat bliski także zwyczajnym japońskim nastolatkom.

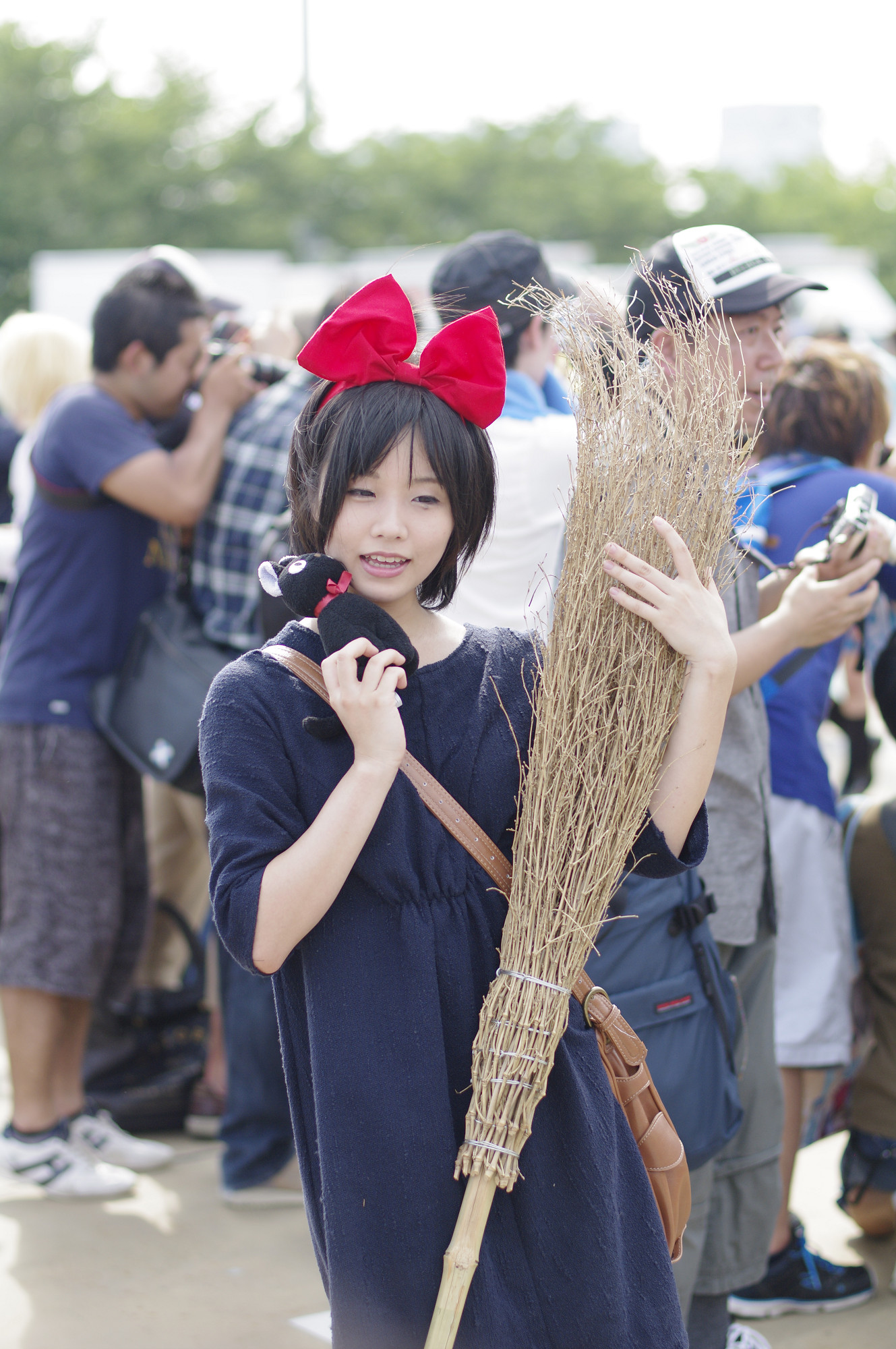
Cosplay Kiki

Podniebna poczta Kiki była pierwszym filmem Studia Ghibli dystrybuowanym w Stanach Zjednoczonych przez Disneya. Angielski dubbing powstał w roku 1997, a sam film miał amerykańską premierę podczas Seattle International Film Festival w maju 1998 roku.

## Opis fabuły
Kiki jest trzynastoletnią początkującą czarownicą, mieszkającą w niewielkim prowincjonalnym miasteczku, w którym jej matka jest miejscową zielarką. Film rozpoczyna się w dniu, w którym Kiki zgodnie z tradycją musi opuścić dom, aby spędzić rok w nowym mieście i udowodnić, że jest pełnoprawną czarownicą. Dlatego też dziewczynka wyrusza w podróż na miotle swojej matki, w towarzystwie najlepszego przyjaciela, mówiącego czarnego kota imieniem Jiji. Przy wylocie ma problemy z nową miotłą i odbija się od drzew w ogrodzie. Dzwonki rozwieszone na drzewach dzwonią, a jeden z sąsiadów z zadumą mówi, że będzie mu brakowało tego dźwięku – co może oznaczać, że podobne incydenty zdarzały się dość często.
Niedługo po starcie Kiki prosi Jijiego, żeby włączył radio. Słychać żywą piosenkę i pojawiają się napisy początkowe. Chwilę później Kiki i Jiji zostają zaskoczeni przez burzę, przed którą chronią się na noc w pociągu. Rano odkrywają, że zasnęli na sianie przygotowanym dla stada krów. Opuszczają pociąg i wyruszają dalej w poszukiwaniu nowego miejsca zamieszkania.
Ostatecznie Kiki osiedla się w pięknym, nadmorskim mieście Koriko i – po początkowych trudnościach z dostosowaniem się do miejskiego tempa życia – zaczyna świadczyć usługi kurierskie, wykorzystując swoją umiejętność latania. Przeżywa pierwsze niepowodzenia, takie jak zastój w interesach, zagubione przesyłki, nieuprzejmi klienci i choroba. Musi także radzić sobie z samotnością, smutkami i tęsknotą za domem.
Kiki przyciąga uwagę miejscowego chłopaka, swojego rówieśnika imieniem Tombo, który interesuje się awiacją. Początkowo odtrąca go, później jednak udaje im się zaprzyjaźnić. Natomiast Jiji zaleca się do kotki Lily, która początkowo go lekceważyła.
W pewnym momencie pewność siebie sprawia, że moce Kiki zaczynają się zmniejszać i w końcu znikają, ku jej przerażeniu i rozpaczy. Dziewczynka uczy się przezwyciężać takie przeszkody z pomocą nowej przyjaciółki, młodej artystki Ursuli, która radzi jej, żeby poszukała natchnienia, które pozwoli jej odzyskać magiczne zdolności.
Kiedy Tombo zostaje porwany w górę przez sterowiec, który wymknął się spod kontroli, Kiki, jedyna osoba mogąca go uratować, znajduje w sobie siłę umożliwiającą jej latanie. Improwizując z pożyczoną od ulicznego sprzątacza miotłą, mimo niebezpieczeństwa ratuje Tombo. Zaraz potem powraca do niej Jiji, który wciąż nie może mówić – ale Kiki akceptuje to jako cenę, którą płaci się za dorastanie. Mimo nagłego rozgłosu wysyła do domu prosty list, zawiadamiając rodziców, że przyzwyczaiła się do nowego miejsca i wszystko u niej w porządku.
Podczas napisów końcowych widzimy Kiki lecącą na miotle i Tombo towarzyszącego jej w napędzanym siłą mięśni pojeździe latającym, przypominającym pojazd Gossamer Albatross. Nieco później Kiki na ulicy zauważa małą dziewczynkę, której ubranie i uczesanie przypominają jej własne, i która niesie nawet malutką miotłę, podobną do tej, na której Kiki pospieszyła na ratunek Tombo – dowód na to, że Kiki stała się miejscową sławą. Pojawiają się także Jiji i Lily w towarzystwie kilku kociąt.

## Produkcja
Projekt Podniebna poczta Kiki zaczął się wiosną 1987 roku, kiedy koncern Fudosha zapytał wydawcę książki Eiko Kadono o możliwość stworzenia adaptacji filmowej, reżyserowanej przez Hayao Miyazakiego lub Isao Takahatę ze Studia Ghibli. Ponieważ w tym czasie zostały już zatwierdzone do produkcji Mój sąsiad Totoro Miyazakiego oraz Grobowiec świetlików Takahaty, żaden z nich nie był w tym momencie gotowy do zajęcia się nowym projektem.
Miyazaki podjął się roli producenta filmu, podczas gdy stanowisko reżysera pozostawało nieobsadzone. We wstępnej fazie projektu, wraz ze zbliżaniem się ku końcowi ekranizacji Totoro, kolejni członkowie Studia Ghibli byli rekrutowani do pracy nad Podniebną pocztą Kiki. Projektem postaci zajął się Katsuya Kondo, pracujący z Miyazakim nad Totoro. Hiroshi Ohno, później znany z produkcji takich jak Jin-Roh, został dyrektorem artystycznym, po części dlatego, że zażądał tego inny członek pracującego nad Totoro zespołu Miyazakiego, Kazuo Oga.
Pomimo obsadzenia wielu pozycji, projekt nadal nie miał przypisanego reżysera. Miyazaki, zajęty Totoro, rozważał wielu kandydatów, ale żaden nie wydał mu się odpowiedni do poprowadzenia tej produkcji. Studio Ghibli zatrudniło anonimowego scenarzystę, ale Miyazaki był niezadowolony z pierwszej wersji scenariusza, którą uznał za zbyt suchą i zbyt odmienną od jego wizji. Po sprzeciwie Miyazakiego studio odrzuciło tę wersję scenariusza.
Kiedy wreszcie ukończony film Mój sąsiad Totoro trafił na ekrany kin, Miyazaki mógł poświęcić więcej czasu Podniebnej poczcie Kiki. Zaczął od napisania scenariusza, a ponieważ film rozgrywa się w fikcyjnym kraju na północy Europy, wraz z kilkoma pracownikami wyruszył, by obejrzeć krajobrazy i potrzebne elementy scenografii. Ekipa odwiedziła między innymi Sztokholm, Adelajdę, Australię Południową i szwedzką wyspę Gotlandię. Architektura pokazanego w filmie miasta nawiązuje także do miast Irlandii, Paryża i tokijskiej dzielnicy Ginza.
Akcja filmu rozgrywa się w latach 50., w świecie alternatywnym, w którym nie miała miejsca II wojna światowa.
Po powrocie do Japonii ekipa Miyazakiego rozpoczęła pracę nad projektami artystycznymi i projektami postaci. Miyazaki zaczął wprowadzać znaczące zmiany do scenariusza, dodając nowe pomysły i przekształcając istniejące. Oryginalna książka dla dzieci autorstwa Eiko Kadono, Majo no takkyūbin, bardzo różni się od ukończonego filmu. Powieść Kadono jest bardziej epizodyczna i składa się z krótszych opowieści o różnych ludziach i wydarzeniach, z którymi ma do czynienia Kiki, pracując jako kurierka. Wiele dramatycznych elementów, takich jak utrata mocy przez Kiki albo wypadek sterowca, nie pochodzi z wersji oryginalnej. Miyazaki wprowadził te zmiany, żeby opowiedzieć spójną historię i stworzyć film o trudnościach, jakie przeżywa Kiki podczas dorastania. Powiedział: „Ponieważ film zawsze sprawia bardziej realistyczne wrażenie, Kiki będzie odczuwała większe niepokój i samotność niż w oryginale”.
W rezultacie Kadono była na tyle niezadowolona ze zmian wprowadzonych w stosunku do książki, że filmowi groziło wstrzymanie produkcji na etapie scenariusza. Miyazaki wraz z producentem ze Studia Ghibli, Toshio Suzukim, odwiedzili autorkę, zapraszając ją do studia. Po wizycie w studio Kadono zdecydowała się wyrazić zgodę na kontynuację projektu. Pierwszy projekt scenariusza Miyazakiego został ukończony 18 czerwca 1988, wersja końcowa – 8 lipca 1988 roku. Wtedy też Miyazaki ogłosił, że ponieważ do tej pory miał tak duży wpływ na projekt, postanowił zająć się reżyserią filmu. Podniebna poczta Kiki początkowo była planowana jako produkcja 60-minutowa, ale po ukończeniu scenariusza rozrosła się do pełnowymiarowego filmu o długości 102 minut.
Słowo takkyūbin (jap. 宅急便, dosł. „ekspresowe przesyłki do domu”) w japońskim tytule jest znakiem towarowym firmy transportowej Yamato Un’yu Kabushiki-gaisha, obecnie używanym jako synonim takuhaibin (jap. 宅配便, dosł. „poczta doręczana do domu”). Firma nie tylko udzieliła zezwolenia na wykorzystanie znaku towarowego (chociaż według japońskiego prawa takie zezwolenie nie jest wymagane), ale także chętnie podjęła się sponsorowania filmu, ponieważ jej logo przedstawia stylizowany obrazek czarnego kota, niosącego kociaka.
Muzykę do Podniebnej poczty Kiki skomponował Joe Hisaishi (znany m.in. ze Spirited Away: W krainie bogów i Księżniczki Mononoke), jednak piosenki z początku i zakończenia filmu (Rouge no Dengon i Yasashisa ni Tsutsumareta Nara) pochodzą z lat 70. Obie zostały napisane i wykonane przez Arai Yumi, popularną japońską piosenkarkę lat 80.

## Postacie
- Kiki – trzynastoletnia początkująca czarownica, która opuszcza rodzinne miasteczko, żeby spędzić rok na nauce. Nie ma specjalnych talentów magicznych poza zdolnością rozmawiania ze swoim kotem i latania na miotle (w czym zresztą jest jeszcze dość niewprawna). Jest zafascynowana światem, niewinna i na przemian zapalczywa i nieśmiała. Najwcześniejsze projekty jej postaci, pokazujące ją z długimi włosami, były bardzo zbliżone do oryginalnych ilustracji Akiko Hayashi. Ostatecznie zdecydowano się na krótkie włosy, aby odciążyć animatorów[4]. Jej głos podkłada Minami Takayama.

- Jiji – czarny kot należący do Kiki, z którym dziewczynka może rozmawiać. Jest bardzo ostrożny, szczególnie w porównaniu z jej niewinnym zapałem, bywa też nieco sarkastyczny. Jego głos podkłada Rei Sakuma.

- Tombo Koppori – trzynastoletni chłopiec z Koriko, miasta, w którym osiedliła się Kiki. Jest zafascynowany awiacją i należy do klubu budującego pojazd latający napędzany siłą mięśni. Od początku interesuje go umiejętność latania Kiki, później zostaje jej przyjacielem i widać wyraźnie, że ją podziwia. Nie jest jasne, czy oryginalnie „Koppori” miało być jego imieniem czy nazwiskiem. Zgodnie z powieścią, „Tombo” to przezwisko, wywodzące się z japońskiego słowa oznaczającego ważkę. Jego głos podkłada Kappei Yamaguchi.

- Osono – właścicielka niewielkiej piekarni w Koriko. W filmie jest pokazywana w zaawansowanej ciąży, a w trakcie napisów końcowych widzimy, jak karmi dziecko. Jest pierwszą dorosłą osobą, która traktuje Kiki z życzliwością i szacunkiem, do pewnego stopnia zastępuje jej też matkę. Od niej właśnie Kiki dostaje pierwsze zlecenia kurierskie. Jej głos podkłada Keiko Toda.

- Piekarz – nieznany z imienia mąż Osono, wysoki, masywnie zbudowany i milkliwy. Kiki początkowo jest nim onieśmielona, ale przekonuje się do niego, kiedy dostaje od niego prezent: precel reklamujący jej usługi kurierskie. W filmie wypowiada tylko jedno słowo.

- Ursula – młoda artystka, spędzająca lato w niewielkim domku w lesie na obrzeżach Koriko. Pełni rolę „starszej siostry” Kiki. To właśnie ona porównuje czasową niezdolność do latania do „artystycznego bloku” i uczy dziewczynkę, że wrodzone zdolności – do malarstwa, do magii, do pieczenia chleba – to coś, co płynie z wnętrza i co należy wykorzystywać, nie odrzucać. Jej głos podkłada Minami Takayama.

- Starsza pani – jedna z klientek Kiki. Jest starszą, arystokratyczną damą, ale przy tym pozostaje życzliwa i pełna ciepła. Cierpi na artretyzm. Jej głos podkłada Haruko Kato.

- Berta – gospodyni i przyjaciółka Starszej pani. Jej imię bywa podawane jako „Bassa”, od „bāsa”, czyli fonetycznego japońskiego zapisu imienia Bertha. Jej głos podkłada Hiroko Seki.

- Okino – ojciec Kiki, według Miyazakiego – profesor etnografii. Nie pochodzi z rodziny magicznej, matkę Kiki poznał, kiedy oboje byli dziećmi, a ona przybyła do jego miasteczka na tradycyjną praktykę. Projektując jego postać, Katsuya Kondo miał się opierać na aktorach Davidzie McCallumie oraz Akirze Terao[4]. Jego głos podkłada Kōichi Miura.

- Kokiri – matka Kiki, czarownica i zielarka. Martwi się, że Kiki nie jest dostatecznie samodzielna, aby spędzić samotnie rok. Eliksiry Kokiri udają się zależnie od jej koncentracji; jeśli coś ją rozproszy, nieodmiennie czernieją i zaczynają puszczać kłęby dymu, ku jej głębokiej frustracji. Jej głos podkłada Mieko Nobuzawa.

## Polskie wydania
Podniebna poczta Kiki została rozpowszechniana w Polsce od 15 września 2007 roku przez Monolith Video, w wersji z polskimi napisami i polskim lektorem. Pomimo błędów w łamaniu linii dialogowej, wydanie zostało pozytywnie ocenione przez krytykę. Wersja z polskim dubbingiem zadebiutowała 1 lutego 2020 roku na platformie Netflix.

## Odbiór
Film Majo no takkyūbin wszedł do japońskich kin 29 lipca 1989 roku. Film obejrzało 2 640 000 widzów, a dochód z biletów wyniósł 2 170 000 000 jenów. Tym samym Podniebna poczta Kiki stała się najbardziej dochodowym filmem w Japonii w 1989 roku. W 1989 r. film zdobył główną nagrodę magazynu Animage w kategorii Anime. W 1990 roku Podniebna poczta Kiki zdobyła m.in. nagrodę za najlepszy film animowany na 44. gali filmowej Mainichi, nagrodę specjalną i nagrodę na najpopularniejszy film Japońskiej Akademii Filmowej oraz nagrodę czytelników Kinema Junpo za najlepszy japoński film 1989 roku. Serwis Rotten Tomatoes przyznał filmowi wynik 96%. Film został pozytywnie przyjęty przez polską krytykę. Recenzje na stronach branżowych podkreślają zarówno wysoki poziom wykonania, jak i dojrzałość przekazu. Na podstawie filmu powstał także musical.